# Friedrich Fröbel
Friedrich Fröbel est un pédagogue allemand, né le 21 avril 1782 à Oberweißbach (Principauté de Schwarzbourg-Rudolstadt), mort le 21 juin 1852 à Marienthal.
Fröbel, qualifié de « maître germanique de l'éducation de la petite enfance », est connu pour sa conception pédagogique qui est à l'origine des « jardins d'enfants », une idée au retentissement universel. Fröbel appliqua aussi ses théories à l'enseignement scolaire, mettant ainsi ses idées en pratique dans l'école privée qu'il fonda, « l'Institut général allemand d'éducation » de Keilhau, près de Rudolstadt. En Angleterre et au Japon, notamment, sa pédagogie du jardin d'enfants a donné lieu à des « discussions passionnées ». Ses matériels de jeu, « dons » et « occupations », ont été popularisés dans le monde entier au XIXe siècle.

## Biographie

### Jeunesse et formation
Friedrich Wilhem August Fröbel naît le 21 avril 1782 à Oberweißbach dans la principauté de Schwarzbourg-Rudolstadt (Thuringe), le sixième enfant d'un pasteur. Sa mère meurt six mois après sa naissance des suites de l'accouchement.
Enfant, Friedrich se trouve livré à lui-même car sa belle-mère – son père s'est remarié en 1785 – s'en désintéresse. Fröbel parlera plus tard de « l'aube sinistre de mes premières années ». Abandonné à lui-même, il adopte une attitude arrogante et égocentrique. Son père le considère comme un « mauvais sujet », aux moyens intellectuels limités. S'il l'oblige à suivre les services religieux, c'est à l'écart des autres, enfermé dans la sacristie. Le jeune Fröbel, à force de réfléchir sur le sens de la Bible et les mystères de la nature en arpentant les champs et les bois de sa patrie, acquiert des habitudes d'autodidacte : « Le goût illimité d'observer, de contempler et d'apprendre par moi-même aura été une constante de ma vie dès le plus jeune âge ». Il établit avec la nature une relation fondée sur l'observation et l'analyse : « Souvenirs de ma jeunesse : ravissement inexprimable à contempler les tulipes, joie profonde que m'inspirent leur forme régulière, la disposition étonnante des six pétales et des trois carpelles chargées de pollen… bonheur de contempler les chatons de noisetier délicatement colorés ; plaisir des fleurs du tilleul. Je m'émerveille devant tout ce que cela suppose de sollicitude et d'amour. À Oberweissbach, je dissèque des haricots dans l'espoir de trouver une explication. »
L'enfance et la jeunesse de Fröbel sont marquées par l'absence de mère, l'amour de la nature et la foi chrétienne, qui influenceront toute sa vie : ses théories sur l'éducation reposent sur un christianisme sans dogmatisme et sa pédagogie ludique du jardin d'enfants insiste à la fois sur la communion des adultes et des enfants dans le jeu et sur la fonction pédagogique intrinsèque des matériaux ou des objets naturels dont se révèlent peu à peu les structures et les lois. Sa vie durant, il se passionnera pour les sciences naturelles et en particulier pour la minéralogie et la cristallographie.
Après avoir fréquenté l'école élémentaire d'Oberweissbach, il est recueilli par son oncle Hoffmann, régisseur à Stadtilm, où il fréquente l'école communale. Sa scolarité prend fin en 1796 avec sa confirmation, expérience qui le marque et fortifie son sentiment religieux. Fröbel n'aura donc reçu aucune formation supérieure. Son père, qui persiste à le trouver peu intelligent, préfère en effet qu'il apprenne un métier. Il entreprend donc une formation d'arpenteur auprès d'un forestier mais y renonce au bout de deux ans (1799). Malgré des appréciations peu flatteuses sur son travail (« tout à fait insuffisant »), Fröbel retire de cette expérience le goût des mathématiques et des sciences naturelles. Il s'inscrit en 1799 aux cours de sciences naturelles de l'université d'Iéna, mais il interrompt ses études pendant le semestre d'été de 1801 pour des raisons financières ; il lui faut retourner près de son père très malade pour le seconder dans sa charge jusqu'à sa mort en février 1802.

### Années d'apprentissage et de voyages
Après les années douloureuses de l'enfance et de l'adolescence, le temps est venu pour Fröbel de choisir une profession. Loin d'être un « éducateur né », c'est par des chemins détournés qu'il va découvrir sa vocation profonde. En 1807, il évoque cette période en ces termes : « Je voulais vivre dans la nature, dans les champs, les prés et les bois… Je voulais réunir en ma personne tous les attributs que j'observais séparément chez ceux qui vivaient à la campagne (dans les champs, les bois et les prés) : paysans, régisseurs, chasseurs, bûcherons, arpenteurs… à l'image du paysan idéal que je m'étais forgée lorsque j'avais une quinzaine d'années. »
Ses études interrompues à l'université d'Iéna ont renforcé un sentiment précoce de la nature qui s'exprimait déjà dans son intérêt pour l'arpentage. Fröbel devient d'ailleurs arpenteur – chargé de la tenue du cadastre forestier – à l'office des biens fonciers, des forêts et des dîmes à Baunach, près de Bamberg, puis à Bamberg même. C'est alors qu'il découvre l'œuvre de Schelling, notamment Von der Weltseele (De l'âme du monde, 1798) et Bruno oder Über das natürliche und göttliche Prinzip der Dinge (Bruno ou Du principe divin et naturel des choses, 1802), et qu'il acquiert sa première conception philosophique de la nature. Les écrits de Novalis publiés en 1802 et l'ouvrage d'Arndt, Germanen und Europa (Les Germains et l'Europe), inculquent à Fröbel les deux notions essentielles de la subjectivité idéaliste (Novalis) et de l'historicité de la nation allemande (Arndt).
En 1803, Fröbel obtient, par une annonce qu'il a fait paraître dans l'Allgemeinen Anzeiger der Deutschen, le poste de secrétaire privé du domaine de Gross-Miltzow près de Neubrandenbourg. Il a joint à sa demande d'emploi une épure architecturale – le plan d'un manoir – car il espère devenir architecte. Après deux années passées à Gross-Miltzow (1804-1805), Fröbel se rend à Francfort-sur-le-Main pour exercer cette profession, mais l'expérience se solde par un échec. En juin 1805, il est engagé par l'« école modèle » de Francfort qui applique les principes pédagogiques de Pestalozzi. Tout de suite, Fröbel a le sentiment d'avoir trouvé sa voie. Comme il l'écrit à son frère Christophe : « Je te le dis franchement, c'est étonnant à quel point je me sens bien dans mon nouveau travail… C'est comme si j'étais depuis longtemps enseignant et que je sois né pour cette profession ; il me semble que je n'ai jamais souhaité faire autre chose. »

### Contact avec Pestalozzi
Grâce à l'influence de la famille patricienne des Von Holzhausen (de) de Francfort, avec laquelle il est en contact, Fröbel se rend à l'automne 1806 à Yverdon, en Suisse, pour se familiariser avec les méthodes pédagogiques de Pestalozzi, le voyage étant payé par ses mécènes. Devenu précepteur des trois enfants de Caroline von Holzhausen, Fröbel va résider avec eux de 1808 à 1810 à Yverdon où il approfondit sa connaissance des théories de Pestalozzi tout en s'occupant avec zèle de ses élèves. En même temps, il utilise l'influence que son frère Christophe exerce en qualité de pasteur sur le système scolaire de leur région d'origine pour tenter d'implanter les idées de Pestalozzi sur l'enseignement primaire dans la principauté de Schwarzbourg-Rudolstadt, mais cette tentative échouera. Ce n'en est pas moins un épisode déterminant dans la vie et l'œuvre de Fröbel car c'est à cette occasion qu'il rédige son premier écrit marquant : Kurze Darstellung Pestalozzis Grundsätze der Erziehung und des Unterrichtes. Nach Pestalozzi selbst (Bref exposé des principes d'éducation et de formation de Pestalozzi, d'après Pestalozzi lui-même).
Cet important essai montre combien Fröbel a été influencé par Pestalozzi. Sa vie durant, à chaque étape de son œuvre, la pédagogie de Fröbel reste tributaire des idées de Pestalozzi sur l'éducation élémentaire, idées qu'il va interpréter et développer d'une manière indépendante et bien à lui.
L'objectif pédagogique de Pestalozzi est d'améliorer les conditions de vie des « classes inférieures » en stimulant par l'éducation les « forces », les (éléments), la « nature » de chaque enfant et en particulier des plus défavorisés. C'est par son « activité propre », pour reprendre l'expression de Fichte, que l'homme accède à l'autonomie, c'est par lui-même qu'il doit déployer ses « forces », toutes ses forces, comme le veut la théorie néo-humaniste de l'éducation (Wilhelm von Humboldt). Ce développement des forces se fait de façon catégorielle, chaque faculté particulière étant associée à des contenus qui doivent être pleinement assimilés afin d'ériger dans la conscience les notions et les catégories fondamentales de la connaissance et de la compréhension de la réalité. Autrement dit, l'éducation élémentaire de Pestalozzi conçue comme la structuration des forces (élément) de l'individu représente aussi le développement de catégories parce que la force (intérieure) de l'individu se développe dans la confrontation avec le contexte (extérieur). Ce développement catégoriel est méthodiquement encouragé et guidé par l'éducation. Pour Pestalozzi, le meilleur moyen de permettre ce développement catégoriel est d'exercer une influence méthodique sur l'enfant. Pestalozzi distingue dans chaque être humain, c'est-à-dire dans chaque enfant, trois grandes forces agissantes : la force « perceptive » et « cognitive » (aptitudes linguistico-cognitives), la force des « habiletés » (maîtrise du corps, aptitudes manuelles) et la force « morale ou religieuse » (comportement social et moral). Ces trois forces fondamentales constituent « la nature » de l'homme. Ce sont les catégories « élémentaires », qui ne peuvent se développer de façon optimale sans intervention extérieure ; il y faut la stimulation positive dispensée par l'éducation, l'encadrement, la « méthode », et cette stimulation du développement des forces présentes chez l'enfant doit intervenir très tôt. En 1805, Pestalozzi avait élaboré dans son Livre des mères un programme d'éducation catégorielle qui propose, encore timidement, de mobiliser l'amour maternel pour initier le nouveau-né et l'enfant d'âge préscolaire à la structure de son environnement et donc éveiller et encourager les forces fondamentales, les éléments de l'existence humaine présents en lui. Ce Livre des mères de Pestalozzi, base de l'étude que Fröbel lui consacre en 1809, restera un point de référence essentiel de toute l'œuvre de Fröbel, y compris dans sa théorie des jeux éducatifs et son ouvrage de 1844, Mutter und Koselieder (Les Chants de la mère), lequel se réfère explicitement au Livre des mères de Pestalozzi et propose un programme d'éducation élémentaire axé sur les scènes de la vie rurale vues par les yeux d'un enfant.
Lorsque Fröbel arrive à Yverdon en 1808, l'Institut Pestalozzi est au sommet de sa réputation internationale. Mais en 1809-1810, cette réputation est peu à peu obscurcie par la rivalité croissante entre les deux collègues du maître, Niederer et Schmid. Attiré malgré lui dans la polémique où il a pris parti pour Schmid – contre Niederer et Pestalozzi –, Fröbel n'a d'autre issue que de quitter Yverdon avec les enfants dont il a la charge à l'automne de 1810. Fröbel continuera son activité de précepteur à Francfort jusqu'en juin 1811, date à laquelle il s'installe à Göttingen pour reprendre les études de sciences naturelles abandonnées à Iéna.
Fröbel dresse un bilan décevant des années passées à Francfort et Yverdon. Reconnaissant qu'il n'a pas encore d'idées vraiment personnelles sur l'éducation, il estime cependant que les théories de Pestalozzi sur l'éducation élémentaire doivent être approfondies et établies sur des bases plus solides. En outre, les connaissances nécessaires lui font défaut.

### Études de pédagogie
Fröbel entreprend alors d'ambitieuses études pour acquérir les bases nécessaires à son action de pédagogue et d'enseignant spécialisé. Il se donne pour tâche d'étudier les « disciplines philosophiques, l'anthropologie, la physiologie, l'éthique et la pédagogie théorique » pour les utiliser dans l'enseignement de « la connaissance de la langue (maternelle), de l'Histoire, de la géographie et de la méthode ». Il justifie en ces termes ce vaste programme : « Il existe certes une approche empirique de l'éducation qui s'appuie sur la justesse du sentiment et l'intuition des choses, comme si cela venait naturellement ; mais même alors, la culture scientifique acquise par l'étude permet d'aller beaucoup plus loin ». De Göttingen, il écrit à son frère Christophe qu'il « s'est lancé dans l'étude des langues orientales, de la chimie, de la physique-chimie, des mathématiques, qu'il compte aborder l'astronomie ainsi que certaines branches de la médecine et qu'il suit déjà des cours de sciences et de langues classiques ».
En fait, ce programme encyclopédique ne tarde pas à être ramené à de plus modestes proportions, d'abord à Göttingen, où il renonce à l'étude des langues, puis à Berlin, où Fröbel se borne à étudier les sciences de la nature : chimie, minéralogie, physique et géographie. Si Fröbel a quitté Francfort, ce n'est pas seulement pour acquérir une formation professionnelle, mais aussi pour des raisons plus personnelles. Ses relations avec Caroline von Holzhausen, sa fidèle protectrice et mère de ses pupilles, étaient devenues tellement intenses que Fröbel a éprouvé le besoin de prendre du champ. Il est difficile de dire quelles étaient vraiment leurs relations, mais l'on peut penser qu'entre septembre 1810 et juin 1811, elles sont sans doute allées au-delà de la simple « communion des âmes ». Le fait que par la suite Fröbel ait tenu Caroline constamment informée, par l'intermédiaire de tiers, de l'évolution de ses idées sur l'éducation prouve qu'ils étaient restés très proches. En tout cas, cette relation aura été pour Fröbel une expérience très éprouvante, comme le confirment entre 1811 et 1816 des notations de son journal. En 1831, encore, Fröbel parle de cet épisode comme du « combat le plus dangereux que j'aie eu à mener de ma vie… un combat où le cœur et l'âme, sans aucun recours intellectuel, sont livrés à eux-mêmes… De même que la vie procède de la mort, le salut réside dans le renoncement… Cette lutte a été par moments terrible et mortelle au point de m'amener au bord de l'anéantissement moral ».
Dans son œuvre maîtresse, Menschenerziehung (De l'éducation de l'homme, 1826), Frédéric Fröbel définit ainsi ses principes pédagogiques, qui doivent beaucoup aux théories néohumanistes :

« Dieu, le divin, est omniprésent : son influence gouverne toutes choses… qui ne sont que par le principe divin agissant en elles. Le principe divin à l'œuvre en toutes choses en constitue l'essence même. La destination, la vocation de toutes choses est de développer leur essence, qui est leur nature divine et le principe divin en soi, de telle façon que Dieu soit proclamé et révélé par leurs manifestations extérieures et éphémères. La destination, la vocation particulière de l'homme en tant qu'être doué de sentiment et de raison, est d'arriver à la prise de conscience totale de son essence, de sa nature divine et donc de Dieu, de sa destinée et de sa vocation, afin qu'ils deviennent une réalité vivante et clairement perçue, manifestée et proclamée dans la vie de l'individu. Le but de l'éducation est d'encourager et de guider l'homme, être conscient, pensant et percevant, de manière qu'il devienne par son propre choix personnel, une représentation pure et parfaite de cette loi intérieure divine : l'éducation doit lui montrer les voies et les moyens d'atteindre ce but »

— Fröbel, 1826, p. 2 sv.

### Théorie de la sphère
Quels qu'aient pu être les motifs du conflit de juin 1811, c'est en tout cas la principale raison du départ de Fröbel pour Göttingen où il va jeter les bases de sa théorie de l'éducation, la philosophie de la « sphère » qui procède à la fois de la science et de la métaphysique. Fröbel avait déjà découvert à Francfort l'œuvre de Fichte mais il est surtout séduit par Schelling et sa philosophie spéculative de l'identité et de l'idéalisme objectif. On ne peut donc vraiment pas parler de philosophie transcendantale à propos de la philosophie de la sphère de Fröbel. En effet, Fröbel ne part pas du postulat de la raison comme source des catégories et des significations à l'instar de Kant ou de Fichte ; pour lui au contraire, la conscience humaine et l'homme ne sont qu'une partie de la réalité divine, de la création. Dieu est l'unité qui se manifeste dans le spectacle contrasté du monde. La réalité a beau être contradictoire, elle tend toujours à l'unité. Dieu, le créateur, se situe au-delà du monde tout en demeurant au sein de sa création (panthéisme). Chaque chose, chaque être vivant est une créature de Dieu déterminée par une force divine (son telos), dont les multiples manifestations ne font que révéler l'unité sous-jacente :
La « sphère » (c'est-à-dire le principe constant, universellement vivant et créateur et à nouveau reposant en soi) est la loi fondamentale de l'Univers, du monde physique comme du monde psychique (le monde du corps et le monde de l'âme), du monde moral comme du monde intellectuel, du monde des sentiments comme du monde de la pensée.
« Le sphérique est la manifestation de la diversité dans l'unité et de l'unité dans la diversité ; le sphérique est la manifestation de la diversité qui repose dans l'unité et qui s'en développe, et du retour de toute diversité à l'unité ; le sphérique est la représentation de l'origine et de l'émergence de toute diversité à partir de l'unité… Pour qu'un objet développe sa nature sphérique, il doit tendre à manifester, et manifester en effet, son être en soi et par soi dans son unité, dans sa particularité et dans sa diversité… C'est tout spécialement la destinée de l'homme que de développer, de cultiver, de manifester d'abord sa propre nature sphérique, puis la nature de l'être sphérique en général… La loi du sphérique est la loi fondamentale de toute véritable éducation humaine ». Mais si les objets inanimés et les autres êtres vivants se contentent de vivre conformément à la loi du sphérique telle qu'elle se manifeste en eux, seul l'homme a conscience de cette loi. C'est elle qui lui permet d'appréhender ses possibilités existentielles en termes conceptuels et d'agir en fonction de cette connaissance. L'être humain qui saisit par la pensée ses possibilités existentielles pratique l'introspection, c'est-à-dire qu'il intériorise ces possibilités pour les appréhender par le mécanisme de la pensée. Dès lors qu'il agit conformément à son intuition et à la loi du sphérique, il exprime dans son comportement cette relation qu'il a intériorisée et harmonise ainsi les dimensions « intérieure » et « extérieure » de sa vie. Mais l'homme ne doit pas se contenter de réfléchir et d'agir en fonction de sa réflexion, il lui faut aussi appréhender la réalité extérieure, c'est-à-dire la comprendre et l'intérioriser pour l'appréhender dans sa structure et sa logique fondamentales.
« Intérioriser ce qui est extérieur, extérioriser ce qui est intérieur, dans les deux cas réaliser l'unité ; telle est la forme extérieure générale dans laquelle s'exprime la destinée de l'homme ». Pour Fröbel, l'éducation et l'enseignement ont pour fonction d'encourager et d'encadrer ce processus dialectique de construction des catégories : la réalité extérieure doit être appréhendée dans sa structure et ses lois internes, mais de façon que le mécanisme de cette compréhension soit en même temps perçu ; de même, la « réalité intérieure » de l'homme que constitue le réservoir de ses forces potentielles doit être développée et extériorisée. Autrement dit, ce processus de formation des catégories rassemble les divers aspects de la réalité et les coordonne dans leur structure spécifique tout en mettant en évidence la force investigatrice que chaque homme recèle en soi : la structure mathématique de la nature renvoie aux a priori anthropologiques de la pensée mathématique. Les deux se conditionnent mutuellement et sont impensables l'un sans l'autre. Pour Fröbel la nature est donc l'« identique inversé » de l'esprit (de la conscience humaine). Étant entendu que l'« esprit » ne peut s'appréhender que dans la nature, dans les manifestations par lesquelles il s'extériorise.
Le « sphérisme » de Fröbel est donc à la fois une théorie scientifique et une doctrine de l'éducation qui fonde le rapport entre la connaissance subjective et l'objet scientifique, tout en énonçant la fonction de l'activité pédagogique : l'éducation vise la réalité extérieure par l'analyse pour en dégager les structures et révéler en même temps la capacité structurante de l'esprit humain. Cette éducation catégorielle, qui est en même temps l'éducation élémentaire au sens où l'entend Pestalozzi, est l'objectif assigné par Fröbel aussi bien à l'enseignement scolaire qu'aux jeux éducatifs destinés aux tout petits. Car pour lui, l'éducation pas plus que le jeu, n'implique l'autoreprésentation projective de l'individu ni l'exploration aléatoire de contenus d'objets et de thèmes restant étrangers. Ce qui intéresse Fröbel, c'est toujours la médiation, l'intégration, la révélation réciproque du moi et de l'objet, de l'enfant et du jouet, de l'élève et de la matière enseignée, en vue d'appréhender le lien qui les fonde réciproquement : pas de sujet sans objet, pas de réalité extérieure si l'homme n'est pas là pour la structurer.
Mais si Fröbel a pu ébaucher à Göttingen sa philosophie de la sphère, le temps lui a manqué pour écrire le grand traité qu'il souhaitait lui consacrer. Certaines déclarations qui éclairent sa pensée à ce sujet se trouvent dans les six opuscules rédigés à Keilhau entre 1820 et 1823, en particulier dans le deuxième, paru en 1821 sous le titre Durchgreifende, dem deutschen Charakter erschöpfend genügende Erziehung ist das Grund- und Quellbedürfnis des deutschen Volkes (Une éducation globale répondant pleinement aux besoins du caractère allemand, telle est l'exigence première et fondamentale du peuple allemand). Mais c'est dans l'œuvre maîtresse déjà mentionnée de Fröbel De l'éducation de l'homme (1826) que l'on trouve exposés en détail les concepts fondamentaux de sa philosophie de la sphère que sont l'« intérieur » et l'« extérieur ». La notion de « sphère » reflète également le désir de Fröbel de surmonter son conflit intérieur à propos de Caroline von Holshausen et son intérêt pour la cristallographie : il voit dans la loi scientifique qui explique la formation de tous les cristaux à partir d'une forme première la preuve et l'illustration par les sciences de la nature de sa doctrine de la sphère, de sa théorie de l'éducation et de sa conception et sa philosophie de l'existence.
Dans les années 1830, Fröbel abandonne le concept de « loi du sphérique », ou loi de l'« intérieur » et l'« extérieur » et de leur nécessaire intégration, au profit de la loi d'« unification de la vie ». Dans ses ouvrages ultérieurs sur les jeux éducatifs, il préfère parler de « loi de médiation » ; mais sous des mots différents, Fröbel se réfère toujours au processus fondamental de la connaissance idéaliste du monde par l'individu découvrant en lui les forces humaines qui créent le monde, sans remettre en question pour autant les fondements religieux et métaphysiques du dogme chrétien concernant la création.
Au cours de ces années de voyages, Fröbel se rend en novembre 1812 à Berlin pour y suivre l'enseignement du professeur Christian Samuel Weiss (1780-1856), le père de la cristallographie. Il assiste par la même occasion aux cours de Fichte. Quand la guerre éclate en mars 1813, Fröbel s'enrôle comme volontaire dans les fusiliers de Lützower et participe aux combats contre Napoléon jusqu'en mai 1814. C'est pendant cette période qu'il rencontre deux élèves de Schleiermacher, étudiants en théologie, qui deviendront plus tard ses collègues : Wilhelm Middendorff (de) (1793-1853) et Heinrich Langethal (de) (1792-1879). Fröbel participe à la bataille de Lützen en mai 1813. En juin 1814, il demande à être démobilisé et devient en août de la même année assistant du professeur Weiss à l'Institut minéralogique de l'Université de Berlin. En décembre 1813, son frère Christophe était mort du choléra. C'est pour honorer la mémoire de ce frère, dont il était très proche, que Fröbel abandonne en avril 1816 son poste universitaire afin de se consacrer à l'éducation de ses trois neveux, d'abord dans la maison paternelle de Griesheim puis, à partir de 1817, à Keilhau. Il donne à l'école privée qu'il a fondée le nom d'« Institut général allemand d'éducation ».

## L'«Institut général allemand d'éducation» deKeilhau: un modèle d'éducation sphérique

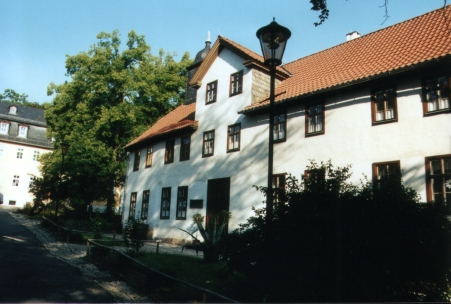
Allgemeine Deutsche Erziehungsanstalt à Keilhau, aujourd'hui l'école libre Fröbel

Intitulé « À notre peuple allemand », le premier manifeste rédigé par Fröbel à Keilhau en 1820 débute par ces mots : « C'est d'un lieu inconnu d'un vallon caché de notre mère patrie que s'adresse à vous une petite société d'Allemands formée de quelques familles. Cette petite société se sent unie par de nombreux liens : ce sont des pères, des mères, des parents, des frères, des sœurs, unis par les liens du sang et de l'amitié… Un même amour les rassemble, amour de l'humanité, de l'éducation et de l'illustration de tout ce qui est humain, de l'humanité dans l'homme ».
L'établissement de Keilhau privilégie une conception familiale de l'éducation. L'enseignement s'y déroule dans une ambiance de famille sans distinction entre les élèves plus âgés et plus jeunes. La même atmosphère de confiance et d'« intimité » imprègne les deux cercles de la famille et de l'école où se développe et vit l'être humain en devenir.
Les méthodes pédagogiques appliquées aux enfants de Keilhau se veulent à la fois globales et scientifiques. Elles se veulent globales parce qu'elles associent le développement cognitif, intellectuel, l'éducation physique et manuelle et les aspects sociaux et religieux, cherchant à intégrer selon le vœu de Pestalozzi les forces élémentaires de la « tête, de la « main » et du « cœur » pour assurer une éducation complète. À Keilhau, il n'y a pas transmission unilatérale du savoir du maître à l'élève (les élèves pouvant faire eux-mêmes office d'enseignants).
En fait, il s'agit d'une entreprise d'éducation globale de l'individu, d'un enseignement « moral et religieux » où chaque élève est toujours affectivement intégré dans un groupe, que ce soit le cercle de ses condisciples ou celui de la grande famille de Keilhau. D'ailleurs, cet enseignement ne s'arrête pas à la formation et à l'éveil intellectuel de l'élève, il porte aussi sur les facultés physiques puisqu'il comporte des aspects de formation pratique. Le programme d'études comprend des périodes d'exercice physique, des jeux éducatifs et des tâches de construction. Les relations appréhendées en termes cognitifs et rationnels sont représentées dans les textes par un dessin qui constitue un modèle. Par ailleurs, les élèves de Keilhau ont la possibilité de travailler à la ferme attachée à l'établissement. En effet, celui-ci n'est pas simplement un internat privé : il abrite aussi une petite ferme dont les produits couvrent les besoins matériels les plus immédiats de la grande famille de Keilhau.
Mais la pratique éducative de Keilhau ne se veut pas seulement globale, c'est-à-dire embrassant tous les aspects et toutes les facultés de l'être humain. Elle se veut également scientifique et fidèle au principe de l'unité sphérique entre la « nature » et l'« esprit », entre la « science » et l'« éducation ». Pour Fröbel, l'éducation et la science ont la même racine. Le cadre affectif familial encourage certes l'enfant à saisir la réalité et à en dégager les structures, mais seulement d'une manière indirecte et dans un contexte bien précis. L'enseignement scolaire doit donc être une entreprise systématique d'éveil qui dépasse le cadre de l'éducation familiale pour reprendre et approfondir de manière rationnelle et par un effort pédagogique continu l'exploration et l'analyse de la structure des choses. C'est dans ce sens que Fröbel peut définir sa pratique pédagogique comme une reproduction délibérée du modèle familial.
Le développement de l'être humain passe par la pratique des sciences. La science et l'éducation se déterminent mutuellement et se transmettent par l'enseignement. Mais nul ne peut avoir un comportement scientifique s'il n'a pas compris que la conscience humaine est le point de rencontre et d'élucidation mutuelles du moi et du monde extérieur. C'est agir scientifiquement que d'explorer son propre univers, sa pratique quotidienne, la masse des phénomènes observables dans le monde vivant, pour en découvrir les lois et structures sous-jacentes. Il est évident que la structure d'une chose, sa loi, sa généralité ou son « intériorité » pour reprendre l'expression de Fröbel, ne peuvent être compris que par la conscience humaine (l'esprit). En reconnaissant la généralité d'un objet, je comprends en même temps que l'homme est l'être, le seul être capable d'appréhender cette « généralité ». La science en tant que connaissance de la structure des objets (extérieurs) est aussi exploration scientifique de notre capacité de connaissance. C'est pourquoi Fröbel refuse de dissocier science et éducation. Tout homme éduqué a une démarche scientifique et la science est le vecteur de l'éducation.
Pour Fröbel, l'enseignement éducateur de Keilhau est donc le moyen d'associer la science et l'éducation élémentaire. Cela implique que l'enseignement soit aussi une éducation embrassant tous les aspects (forces) de l'individu et faisant appel en même temps à sa conscience de soi. C'est en cela que la pratique de Keilhau propose un modèle « sphérique » d'éducation puisque l'enseignement dispensé à l'élève y émane, en dernière analyse, des choses : l'élève reconnaît la « générique » généralité (la loi et l'esprit) des choses et prend ainsi conscience de lui-même en tant qu'être « spirituel » au pouvoir structurant.
Le principal ouvrage de Fröbel, « De l'éducation de l'homme », rédigé de 1823 à 1825 à Keilhau et publié en 1826, ne propose donc pas seulement une philosophie de l'éducation et une théorie du développement ; c'est aussi un traité de pédagogie scolaire où Fröbel expose sa théorie de l'« enseignement éducateur ». Dans cet ouvrage, comme dans les six opuscules rédigés à Keilhau, Fröbel assimile le lien entre l'éducation et la science à l'acquisition par l'homme de la conscience de soi, définie comme une relation entre l'extérieur et l'intérieur, une imbrication dialectique de l'intérieur et de l'extérieur et leur « nécessaire unification dans la vie ». En même temps, l'auteur décrit également toute une série de « cours fondateurs » conçus pour développer les forces élémentaires de l'individu et dont il souligne le principe de base : l'enseignement éducateur est régi par la loi des choses. Il faut que l'élève établisse une relation dialectique avec l'objet de la leçon. L'enseignement aide l'élève à comprendre la structure de l'objet en orientant sa réflexion et en lui donnant des indications pour progresser. De cette manière l'élève prend conscience de lui-même dans la mesure même où il apprend à comprendre l'objet.
L'enseignement de la langue, par exemple, ne concerne nullement la langue considérée comme quelque chose d'extérieur : c'est une éducation de l'individu pour l'aider à devenir lui-même. À travers le langage, les élèves découvrent leur généralité, leurs lois, et se révèlent également à eux-mêmes en tant qu'êtres créateurs de langage. Pour Fröbel, le langage est donc toujours un instrument de médiation, « extérieur » en tant qu'il désigne la réalité et « intérieur » comme témoignant de la productivité intellectuelle et du potentiel de création linguistique. De même, Fröbel ne voit pas dans les mathématiques une accumulation de problèmes et d'opérations, mais une « généralité » que l'on ne peut appréhender que si l'on admet que l'homme est le seul être capable de pénétrer et de structurer « mathématiquement » le réel pour en dégager des rapports significatifs.
Globale, la formation dispensée à Keilhau est donc avant tout cognitive, fondée sur l'analyse, même si elle ne néglige pas les aspects psycho-affectifs ou pragmatiques et manuels. Ce qui intéresse Fröbel, ce n'est pas de préparer simplement les enfants à la vie professionnelle ou de leur dispenser un enseignement centré sur le vécu de l'élève, mais de les amener peu à peu à découvrir des structures qui demeurent fortement enracinées dans les fonctions affectives et représentationnelles.
La conception familiale de la vie à Keilhau, qui trouve un prolongement dans le projet éducatif, met l'accent sur l'étroite relation entre l'expérience vécue et la connaissance entre la pratique et la théorie. C'est ce qui donne à l'établissement un caractère prononcé de foyer d'enseignement rural.
En 1818, Fröbel avait épousé Henriette Wilhelmine Hoffmeister, fille d'un membre du Conseil de guerre de Berlin. Ses collaborateurs Middendorff et Langethal étant également mariés et son frère Christian étant venu habiter à Keilhau avec sa famille, l'ambiance ainsi créée et l'excellente réputation de l'établissement vont permettre à Fröbel de faire avancer son projet, non sans s'endetter considérablement. En novembre 1825, l'établissement est encore florissant et compte 57 élèves mais déjà le déclin s'amorce et en 1829, l'institution est au bord de la faillite avec seulement cinq élèves. Cette évolution est indissociable de la politique menée par Metternich à partir de 1815.
Les aspirations nationalistes et démocratiques se heurtent en Allemagne à un contre-courant conservateur (Sainte-Alliance, congrès de Karlsbad, interdiction des fraternités et « persécution des démagogues » après 1819). Cette nouvelle politique n'épargne pas l'institution de Keilhau, dont la réputation libérale et nationaliste lui vaut d'être étroitement surveillé par la police prussienne. Fröbel lui-même devra subir un interrogatoire à Rudolstadt. Malgré les conclusions favorables, les rapports de police, la rumeur publique va faire très vite de Keilhau un « nid de démagogues ». Les parents retirent leurs enfants de l'internat. Fröbel tente alors de créer à Helba, dans le duché voisin de Saxe-Meiningen une « institution d'éducation populaire » à laquelle devait être attaché un « établissement de soins pour enfants orphelins de 3 à 7 ans. Dans son enthousiasme, il en profite pour ébaucher tout un système d'enseignement en plusieurs étapes ; de l'« établissement de soins » (précurseur des jardins d'enfants) on passe à l'« institution d'éducation populaire » (équivalent de l'école primaire) dont les objectifs clairement énoncés sont d'associer la préparation au travail et la compréhension du monde vivant, l'étape suivante étant celle de l'« institut général d'éducation allemand » de Keilhau (équivalent du lycée classique), d'une part, et, de l'autre, d'une sorte d'école secondaire pratique (un « centre de formation à l'art allemand et aux métiers allemands » ou « école polytechnique"). Rien de concret ne sortira de cet échafaudage théorique et la fermeture de Keilhau ne sera évitée de justesse que grâce à Johannes Barop (1802-1878) qui prend la direction de l'établissement en 1829.
Du point de vue littéraire, son séjour à Keilhau (1817-1831) reste la période la plus féconde de la vie de Fröbel. C'est alors qu'il rédige les six manifestes pour l'école de Keilhau intitulés respectivement : « A notre peuple allemand » (1820), « Une éducation globale qui répondant pleinement aux besoins du caractère allemand, telle est l'exigence première et fondamentale du peuple allemand » (1821), « Principe, but et vie intérieure de l'Institut général d'éducation allemand de Keilhau, près de Rudolstadt » (1821) « De l'Institut général d'éducation allemand de Keilhau » (1822), « De l'éducation allemande en général et de l'Institut général d'éducation allemand de Keilhau en particulier » (1822) et « Nouvelles de l'Institut général d'éducation allemand de Keilhau » (1823). Ces brochures offrent à la fois un exposé des bases théoriques de l'enseignement dispensé à Keilhau (philosophie de la sphère) et une description des différents cours, associant ainsi la philosophie de l'enseignement, la pédagogie scolaire et une réflexion sur les programmes scolaires. Dans certaines de ces brochures, notamment la première et la quatrième, Fröbel expose en détail son projet de système pédagogique national qui reprend les idées maîtresses de Fichte, mais sans se placer dans une perspective nationaliste. Dans « De l'éducation de l'homme » rédigé en 1826, Fröbel ignore complètement ce programme et se contente de décrire la pratique pédagogique de Keilhau en se référant pour l'essentiel à sa philosophie de la sphère. Cela vaut également pour sa revue hebdomadaire « Wochenschrift : Die Erziehenden Familien » (Les familles éducatrices), où il décrit à la fois la vie de famille à Keilhau et certains des cours enseignés (géographie élémentaire et théorie de l'espace). Si on ajoute à cette production les projets détaillés pour l'institution d'éducation populaire de Helba et l'abondante correspondance qu'il entretient à ce sujet avec les autorités de Meiningen, on constate que Fröbel a au cours de cette période une productivité peu commune. Ressentant comme un échec le déclin de Keilhau et l'inaboutissement du projet de Helba, Fröbel décide alors d'aller exercer ses talents pédagogiques ailleurs. Par l'intermédiaire de la famille von Holzhausen - il se rend à Francfort-sur-le-Main en mai 1831 - il fait la connaissance du suisse Franz Xaver Schnyder von Wartensee (de) qui l'invite à venir ouvrir un établissement d'enseignement privé en Suisse.

## La période suisse – éducation populaire et formation des maîtres
L'Institut d'éducation de Wartensee ouvre ses portes en août 1831 ; ce sera un externat car la formule de l'internat n'apparaissait pas viable. En 1833 l'établissement sera transféré à Willisau.
Protestant, Fröbel se trouve en butte à l'hostilité ouverte des milieux catholiques mais aussi des disciples de Pestalozzi (Niederer et Fellenberg). Pour exposer au public ses théories pédagogiques, il publie en 1833 ses « Principes de l'éducation de l'homme », rédigés en fait en 1830. Apprenant que le canton de Berne envisage de créer un orphelinat pour les pauvres, Fröbel soumet quatre projets distincts qui, tout comme les programmes d'études de Wartensee et Willisau, montrent que Fröbel reste influencé par l'idée qui devait présider à la création de l'institution d'éducation populaire de Helba.
Même s'il s'agit toujours de cultiver toutes les énergies de l'être humain, le principe dominant est désormais celui de l'« action créatrice ». Le matin est consacré à l'enseignement et l'après-midi aux activités pratiques (travaux agricoles et artisanat). Ce projet d'établissement d'enseignement pour les pauvres restera lettre morte.
Grâce à ses protecteurs au sein du Conseil cantonal de Berne, Fröbel se voit confier la formation de quatre futurs enseignants (apprentis instituteurs) et la direction d'un cours de formation avancée pour instituteurs en avril 1834.
Ce contrat sera renouvelé en 1835. On manque de documents précis sur cette double expérience mais ce qu'on en sait montre que pour Fröbel la formation des maîtres doit comporter trois volets : enseignement général, initiation aux méthodes didactiques et pédagogie.
En 1834, Fröbel apprit que le Gouvernement cantonal de Berne envisageait de lui confier la direction de l'orphelinat de Burgdorf et de l'école primaire qui y était rattachée. Il voit là l'occasion de mettre en application la partie centrale de son projet pour Helba, l'« institution d'éducation populaire ». Dans une lettre au conseiller bernois Stähli, datée de mars 1834, Fröbel envisage la création d'une telle institution en liaison avec l'orphelinat de Burgdorf et l'établissement d'éducation pour les pauvres, ainsi qu'avec une école normale d'instituteurs et une université populaire : autrement dit, il s'agit à nouveau d'un système complet d'établissements d'éducation qui aurait pour centre l'« institution d'éducation populaire » privilégiant « l'action créatrice » et associant l'enseignement et la vie, la théorie et la pratique. Ce nouveau projet n'aboutira pas non plus. Mais Fröbel devient effectivement directeur de l'orphelinat de Burgdorf et de son école élémentaire au milieu de 1835. En fait, cette école n'ouvrira ses portes qu'en mai 1836, alors que Fröbel repart pour l'Allemagne avec sa femme malade.
Les plans d'études de l'école élémentaire de Burgdorf ont été rédigés entre 1837 et 1838, c'est-à-dire qu'ils sont de la main de Langethal, successeur de Fröbel à la direction de l'école (et de l'orphelinat). Trois classes sont prévues, qui doivent accueillir respectivement les enfants âgés de 4 à 6 ans, de 6 à 8 ans et de 8 à 10 ans. Si les enseignements des classes 2 et 3 sont largement conformes aux thèses énoncées dans « De l'éducation de l'homme », le programme de la classe 1 fait du jeu la base de toute l'activité pédagogique. Ainsi s'effectue la transition avec la phase suivante de la vie de Fröbel, qui se concentrera en priorité sur l'éducation des jeunes enfants par le jeu.

## Dernières années – les «dons», les «jardins d'enfants», les «chants de la mère»
À la fin de 1835, Fröbel rédige un document au titre révélateur, « Erneuung des Lebens fordert das Jahr 1836 » (L'année 1836 exige un renouveau de la vie), qui débute par ces mots : « C'est l'annonce et la proclamation d'un nouveau printemps de la vie et de l'humanité qui résonne si clair et si fort à mon oreille par toutes les manifestations de ma propre vie et de la vie des autres. C'est toi, renouveau et rajeunissement de toute vie, qui parles si activement et si clairement à mon esprit à travers toute chose et en toute chose en moi et alentour de moi. C'est le moment tant attendu par l'humanité et qu'on lui promet depuis si longtemps comme étant l'âge d'or ».
Cet âge d'or, ce sera celui de la famille redevenue « saine », et bientôt « sainte » famille. Dans les rapports entre parents et enfants et entre frères et sœurs, la famille retrouvera sa santé parce qu'un climat meilleur s'instaurera : celui du jeu en commun. Échaudé par l'échec du projet de Helba, la mise en sommeil de Keilhau et les résultats mitigés obtenus en Suisse, Fröbel semble avoir renoncé aux grandes idées exposées dans « De l'éducation de l'homme ». Plaçant désormais tous ses espoirs dans la famille, il élabore un modèle d'organisation associative provisoirement affranchi de tout contrôle étatique. Il invente des matériels de jeu pour améliorer le climat pédagogique au sein de la famille (bourgeoise) et il encourage activement la création d'associations parentales dont les membres pourraient se stimuler mutuellement en se transmettant leur expérience en matière de jeu. Quant aux jardins d'enfants, ils ne constituent nullement la clé de la pensée de Fröbel dans les dernières années de sa vie mais bien plutôt une conséquence qu'il n'avait pas souhaitée à l'origine.
Son rêve, c'était de transformer la famille pour en faire le point focal de l'éducation de l'être humain, de voir appliquer ses méthodes d'éducation « sphérique » dès la petite enfance pour permettre l'avènement d'un nouveau « printemps de l'humanité ». Cette éducation « sphérique » des jeunes et des enfants d'âge préscolaire devient possible grâce aux matériels de jeu élaborés par Fröbel. C'est ce programme qui donnera naissance par la suite à l'institution du jardin d'enfants où des éducatrices professionnelles (jardinières d'enfants) s'occupent des jeunes enfants en les faisant jouer. Mais cela signifie que les activités d'éveil par le jeu qui dans l'idée de Fröbel, au moins à l'origine, devaient s'inscrire dans le cadre familial, sont désormais transférées dans un autre contexte et que l'un des points essentiels de sa théorie originale d'éducation par le jeu se trouve ainsi perdu.
Quand Fröbel revient en Allemagne en 1836, il rapporte déjà dans ses bagages certains matériels de jeu, qu'il appellera des « dons ». En 1837, il ouvre à Bad Blankenburg, en Thuringe, un « établissement pour répondre aux besoins d'activité de l'enfance et de la jeunesse », qui constitue une véritable fabrique de jouets. C'est là qu'il fabrique ses premiers ‘dons', six petites balles faites de brins de laine aux couleurs du spectre et un ensemble de sphères, de cubes et de cylindres de bois. Un troisième ‘don' se présente sous forme d'un cube constitué de huit cubes assemblés. Fröbel imagine aussi de fabriquer des livres à découper et des matériels pédagogiques à l'usage des établissements scolaires, par exemple un cube d'auto-apprentissage de la langue ou un cube spatial (mathématique). Chaque face de ce cube « parlant » porte une étiquette fournissant une information sur le cube en tant que volume mathématique, qui renvoie également aux différentes formes du discours.
Mais Fröbel abandonnera cette idée car ce type de matériel ne trouvait qu'une utilisation très restreinte dans les établissements scolaires. Il s'agit néanmoins d'une étape importante dans sa théorie du jeu, car elle met en évidence l'articulation nécessaire entre la pédagogie scolaire et la pédagogie du jardin d'enfants : de même que l'écolier se familiarise avec l'information inscrite sur les faces du cube en le manipulant, l'activité ludique de l'enfant d'âge préscolaire, par le biais des « dons » et des « occupations », c'est-à-dire par la participation active et les jeux de construction et d'assemblage, met en lumière la structure, les lois et la nature des objets dans leurs relations avec la subjectivité de l'enfant.
L'auto-apprentissage occupe donc toujours une place prépondérante dans ces nouveaux matériels de jeu de Fröbel. À travers le jeu, le « don » révèle à l'enfant ses propriétés et sa structure. Mais les « dons » et « occupations » pour enfants d'âge préscolaire de Fröbel ne se ramènent pas à des matériels éducatifs en soi ; en effet, l'élément d'auto-apprentissage est complété par des jeux auxquels les adultes participent, aidant l'enfant qui joue ou qui construit de leurs suggestions et de leurs explications. Les jeux éducatifs de Fröbel correspondent donc bien au modèle « sphérique » : il s'agit de former l'enfant non plus par la « science » mais par le moyen d'un contact actif avec les formes élémentaires qui mettent en lumière et symbolisent la « généralité » des objets en cause.
En mars 1838, Fröbel associe à son établissement pour répondre aux besoins d'activité de l'enfance et de la jeunesse - qu'il avait d'abord voulu appeler « l'institution autodidacte » - un « institut de formation de guides d'enfants » qui s'ouvre en juin 1839. Sa femme Henriette Wilhelmine était morte en mai de la même année. Le 28 juin 1840, le « jardin d'enfants allemand général » était inauguré à l'hôtel de ville de Bad Blankenburg dans le cadre des festivités à la mémoire de Gutenberg. En 1848, Fröbel quitte Keilhau où il résidait à nouveau depuis 1844 pour ouvrir à Bad Liebenstein une « institution pour la réalisation de l'unité vitale universelle par la formation développementale et éducatrice de l'homme ».
Il s'agissait d'un jardin d'enfants associé à un internat pour la formation de jardinières d'enfants. En mai 1850, Fröbel s'installa dans un château de Marienthal près de Schweina : c'est là qu'il se remarie en juin 1851 avec Luise Levin, et qu'il meurt le 21 juin de l'année suivante. Fröbel s'était enthousiasmé pour la révolution de mars 1848 dont il espérait, au-delà de son impact purement politique, qu'elle contribuerait à populariser ses jardins d'enfants. C'est dans cette optique qu'il organisa en août 1848 un congrès d'enseignants de l'école élémentaire à Rudolstadt pour discuter des liens pédagogiques entre le jardin d'enfants et l'école primaire et de la place des matériels de jeu dans le système scolaire. Les participants à la réunion adoptèrent une résolution demandant à l'Assemblée nationale de Francfort de généraliser la pratique des jardins d'enfants dans le cadre du système d'enseignement allemand unifié. L'échec de la révolution de 1848 ôta à Fröbel tout espoir de faire aboutir sa réforme de l'enseignement préscolaire et de transformer les « écoles pour petits enfants » et « garderies » en jardins d'enfants ou institutions pédagogiques. En août 1851, le gouvernement de la Prusse inquiet des rapports qu'entretenait Fröbel avec les milieux libres-penseurs et du fait que la religion était abordée dans ses établissements en dehors de tout dogmatisme et de toute orthodoxie décida d'interdire les jardins d'enfants sur l'ensemble de son territoire.
Fröbel a popularisé de multiples façons sa théorie du jeu mais n'en a laissé aucun exposé systématique. Ses premiers textes sur le jeu et les « dons », qui datent de 1837, ont paru dans le « Sonntagsblatt » en 1838 et 1840. Cette « feuille dominicale » était la deuxième publication hebdomadaire produite par Fröbel après « Les familles éducatrices » de 1826. En 1838, Fröbel consacre deux opuscules aux deux premiers « dons » de son invention. En 1843, il publie les Nouvelles et comptes rendus sur le jardin d'enfants allemand et en 1844, il expose ses idées sur l'éducation des petits enfants dans les Mutter-und Koselieder (Chants de la mère) et dans une brochure consacrée à son troisième « don ». En 1848, Middendorff rédige, avec la collaboration de Fröbel, un rapport intitulé « Un besoin actuel, les jardins d'enfants, fondement de l'unification de l'éducation du peuple », à l'intention du parlement de Francfort. En 1850, paraît le troisième hebdomadaire publié par Fröbel : L'hebdomadaire de Friedrich Fröbel, journal unificateur pour tous les amis de l'éducation. En 1851 et 1852, il fait paraître sa dernière feuille hebdomadaire, intitulée Revue périodique sur les efforts de Friedrich Fröbel en faveur d'une instruction pour le développement et la formation de l'homme dans la réalisation de l'unité vitale universelle.
En 1851, Fröbel publie sous forme de brochure une version élargie de son article sur le troisième « don » paru dans le « Sonntagsblatt » en 1838. Ce sera sa dernière publication importante.
La stature internationale de Fröbel repose sur le fait que son jardin d'enfants, centre pédagogique pour enfants de 3 à 6 ans, se démarque résolument des autres établissements préscolaires de son temps qui, soit étaient de simples garderies, soit dispensaient aux enfants un enseignement scolaire. Fröbel au contraire entend développer les diverses catégories de facultés de l'enfant par le jeu, de manière à lui permettre d'exercer son propre mode de perception des choses et à satisfaire en même temps à l'exigence d'éducation élémentaire.
L'idée originale de Fröbel : éveil des très jeunes enfants par le biais de jeux éducatifs dans le cadre familial, est confrontée après 1840 à l'exigence sociale d'une prise en charge journalière des jeunes enfants dans des structures d'accueil extérieures au foyer. C'est ainsi que le jardin d'enfants, conçu au départ par Fröbel comme une vitrine où les mères pouvaient voir appliquer concrètement ses idées sur les jeux éducatifs est devenu une institution où le jeu était organisé de manière systématique. Aux premiers collaborateurs, généralement de sexe masculin, qui devaient populariser l'idée du jeu dans le cadre familial succèdent des jardinières d'enfants qui sont des organisatrices de jeux professionnelles, formées par Fröbel lui-même lors de stages d'une durée de six mois.
Les jardins d'enfants du temps de Fröbel, y compris celui qu'il avait fondé à Blankenburg, comportaient trois axes d'activité. Ils étaient centrés sur le jeu avec les « dons » et « occupations ».
À côté, il y avait les « jeux de mouvement » : course, danse, rondes et comptines mimées, où le groupe d'enfants développe des formes de mouvement sans l'aide de matériel de jeu. Le troisième axe d'activité était la culture des jardinets, qui permettait aux jeunes enfants d'assister au développement des plantes, de les voir croître et fleurir et de comprendre comment des soins attentifs leur permettent de mieux s'épanouir. Ainsi le jeune enfant découvrait dans le miroir de la nature le spectacle de sa propre croissance.
Cependant, les activités du jardin d'enfants font une place prépondérante aux matériels : objets aussi simples que des balles, une boule, des cubes, des bâtonnets. Fröbel décompose ce système de « jouets » en matériels de diverses formes (solides, surfaces, lignes et points), dont il décrit les relations en séparant les quatre sortes de matériels (analyse) puis en les recombinant (synthèse). Partant de l'unité (de la balle) il procède par la description de matériels de plus en plus clairement structurés et distincts pour aboutir aux perles, « points » qui renvoient aux structures sphériques. Tout cela pour mettre en évidence le cosmos et la création par la construction, afin de permettre à l'enfant d'acquérir par sa propre action, une connaissance intuitive et perceptive des structures élémentaires du réel. Fröbel attachait une grande importance aux objets matériels, qu'il exploite, en particulier dans ses « dons 3 à 6 » qu'il appelait des « boîtes de construction ». Le troisième don est un lot de 8 cubes, le quatrième un cube divisé en 8 briques, le cinquième un cube divisé en 21 cubes, et le sixième un cube composé de 18 briques. La combinaison de ces éléments permet d'obtenir une variété presque infinie de formes que Fröbel dénommait « formes de la vie » (formes du monde vivant), « formes de la beauté » et « formes de la connaissance » (groupements mathématiques).

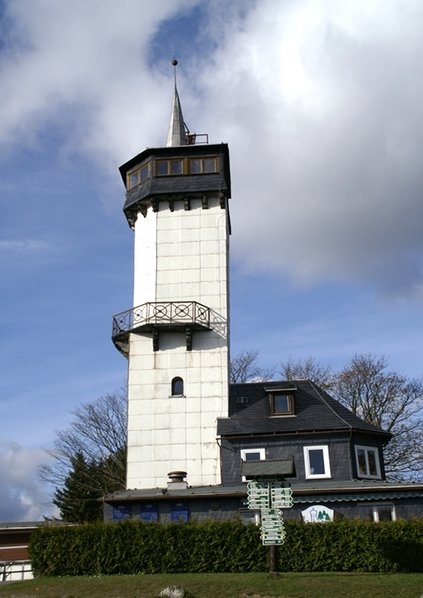
Fröbelturm près de Oberweißbach

En 1844, paraît la dernière œuvre majeure de Fröbel, les Chants de la mère, où il expose son projet pédagogique pour les nourrissons et les enfants de 1 à 2 ans encore trop jeunes pour être accueillis au jardin d'enfants. Dans cet ouvrage, Fröbel reste au plus près de l'expérience quotidienne de l'enfant, qu'il restitue sous forme de scènes (planches illustrées), de jeux de doigts et de comptines. Le vécu quotidien de l'enfant est représenté sous la forme physique et immédiatement perceptible du jeu de doigts ou regardé sur les illustrations. La mère joue avec ses doigts et l'enfant doit reproduire ses gestes. Ce livre s'inscrit dans la lignée du « Livre de la mère » de Pestalozzi, mais Fröbel va au-delà de la méthode cognitive et schématique de celui-ci. Le principe moteur est pour lui l'amour maternel. La mère exprime cet amour par le jeu.
À l'origine, le petit enfant est un être refermé sur lui-même. C'est à mesure que ses forces (son appareil moteur, ses sens, son intelligence) commencent à se développer qu'il apprend à connaître son environnement, à le différencier et à le structurer. Peu à peu, grâce à l'expérience qu'il fait ainsi du monde extérieur, le soi véritable de l'enfant se structure et se différencie. Le jeu de doigts dit du « pigeonnier », par exemple, illustre la séparation, l'éloignement et le retour, qui renvoient aux catégories de l'unité et de l'opposition. L'illustration montre un enfant qui s'échappe des bras de sa mère puis accourt à nouveau vers elle. On y voit aussi un pigeonnier où les pigeons entrent et sortent et le schéma du jeu de doigts (mains alternativement ouvertes et fermées). L'image du pigeonnier comme le mouvement des doigts font manifestement écho au double désir de l'enfant : s'émanciper de sa mère et retourner près d'elle. De même, l'image des nids d'étourneaux et de mésanges, celles de la maison et de l'église (la maison de Dieu), font écho au thème fondamental de l'unité défaite et retrouvée. La comptine et la légende de l'illustration sont des commentaires explicites de ce même thème.

Texte de la comptine : 

« Quand j'ouvre mon pigeonnier/les pigeons s'envolent/ils s'envolent dans le champ vert/où ils se plaisent tant./Mais ils rentrent à la maison pour se reposer/Alors je referme mon petit pigeonnier ». Et la légende est la suivante : « L'enfant a des sentiments/qu'il veut montrer/Comme le pigeon qui s'envole/les enfants aiment sortir hors de chez eux./Mais comme le pigeon, ils reviennent à la maison./L'enfant ne tarde pas à tourner le regard vers sa maison/où on s'occupe de lui/où il peut tresser une guirlande multicolore/avec les choses qu'il a trouvées./Ces choses séparées qu'il a trouvées/peuvent être rassemblées par le récit./Ainsi la vie trouve sa tonalité »

— Lange, 1866, p. 21

## L'influence de Fröbel
À la mort de Fröbel en juin 1852, on pouvait penser que l'œuvre de sa vie se soldait par un échec. L'interdiction des jardins d'enfants en Prusse eut d'abord pour conséquence d'empêcher la diffusion des jeux éducatifs de Fröbel dans le reste de l'Allemagne. Si ses méthodes pédagogiques ont fini par s'imposer dans le monde entier, on le doit dans une large mesure à l'action de Bertha von Marenholtz-Bülow (de) (1810-1893) qui - tout comme Diesterweg - se lia d'amitié avec Fröbel dans les dernières années de sa vie et se fit après sa mort la propagandiste de ses théories sur les jardins d'enfants sous forme de conférences et d'expositions dans les principaux pays d'Europe : Grande-Bretagne, France, Suisse, Belgique, Pays-Bas et Italie. Aux Pays-Bas et en Suisse notamment, on assiste à la formation d'un mouvement Fröbel qui détermine l'essor des jardins d'enfants fröbéliens.
En Angleterre naît un mouvement fröbélien national autonome, la « Fröbel Society », qui allait devenir « National Fröbel Union », animée par Johann et Bertha Ronge, Adele von Portugall, Emilie Michaelis et Eleonore Heewart ; la société publiait des manuels scolaires sur les jeux de Fröbel et créait des centres de formation de jardinières d'enfants. Aux États-Unis la diffusion des idées de Fröbel fut assurée par Elisabeth Peabody, Mathilde Kriege et Maria Kraus-Boelte. Dans les années quatre-vingt et quatre-vingt-dix, le mouvement Fröbel d'Amérique du Nord contribuera à l'introduction des jardins d'enfants au Japon.
Principale élève de Marenholtz-Bülow, Henriette Schrader-Breymann (1827-1899) fonda en 1873 la Maison Pestalozzi-Fröbel de Berlin où, s'inspirant des théories de ces deux pédagogues, elle mit au point sa propre pédagogie du jardin d'enfants : elle a joué un rôle important dans la diffusion des jardins d'enfants dans les pays scandinaves. De même, le mouvement Fröbel allemand a largement contribué dans la deuxième moitié du XIXe siècle au développement institutionnel de l'éducation préscolaire en Pologne, en Bulgarie, en Bohême, en Hongrie et en Russie (Emilia Schaffe introduit les méthodes de Fröbel dans les années 1860 à Saint-Pétersbourg), mais aussi en Espagne et au Portugal, comme le montrent de récentes études historiques. Le succès international rencontré par le programme pédagogique des jardins d'enfants de Fröbel s'explique par la nécessité de plus en plus fortement ressentie d'une prise en charge pédagogique des enfants d'âge préscolaire résultant de l'industrialisation : les concepts de garde d'enfants ou d'enseignement sur le modèle scolaire ne correspondaient plus à l'esprit du temps.
L'« éducation humaine » élémentaire par le jeu que proposait Fröbel, mettant en œuvre des fonctions qui mobilisaient manifestement toutes les forces de l'enfant, répondait mieux aux besoins de la société. Sa pédagogie du jardin d'enfants associait l'aspect socio-pédagogique de l'accueil et l'éducation élémentaire par le jeu, préparant ainsi l'enfant à l'étape ultérieure de la scolarisation sans lui imposer d'efforts intellectuels excessifs. Mais le programme des jardins d'enfants de Fröbel n'en reste pas moins redevable aux théories néo-humanistes : son idéal d'éducateur est de former des êtres humains plutôt que de fabriquer des citoyens « utiles ». Cette conception de la première éducation fondée sur la philosophie de la sphère devait connaître des transformations profondes au sein même du mouvement fröbélien dans la deuxième moitié du XIXe siècle. Car si Marenholtz-Bülow a contribué par son action à sauver les jardins d'enfants de Fröbel de l'oubli, elle les a aussi interprétés en termes polytechnico-fonctionnels et philosophico-culturels pour les adapter à l'esprit de l'ère industrielle. C'est ainsi que le jardin d'enfants est devenu en fait partie intégrante du système scolaire, fondé sur la reproduction et la légitimation socio-économiques.
Marenholtz-Bülow était pourtant parfaitement au fait des fondements de la pédagogie de Fröbel (la philosophie de la sphère) mais elle n'en a pas suffisamment tenu compte. La nouvelle conception de l'éveil par le jeu élaborée par Schrader-Breymann dans les années 1880 à partir des théories de Fröbel et le mouvement fröbélien du début de ce siècle orienté vers la psychologie du développement et la réforme pédagogique ont fait complètement abstraction de ces fondements théoriques du jardin d'enfants. Désormais, les activités de jardinage, les jeux de mouvement, les matériels de jeu, imaginés par Fröbel deviennent des moyens au service de l'objectif qui consiste en l'établissement des relations du monde de la vie et de la pratique quotidienne, par exemple les relations avec la catégorie didactique de l'« objet du mois » de Schrader-Breymann .
De nos jours, on continue à associer dans le monde entier, l'institution du jardin d'enfants au nom de son créateur, mais elle a subi des influences diverses et, depuis l'effondrement du mouvement Fröbel en Allemagne, au moins depuis 1945, il s'agit davantage d'un établissement d'éveil pédagogique et d'éducation préscolaire avec des objectifs nettement orientés vers la psychologie de groupe et la pédagogie sociale. L'institution n'est donc plus gouvernée par la pédagogie du jardin d'enfants originellement conçue par Fröbel. Il n'en reste pas moins que ses méthodes d'éducation élémentaire dans le cadre du jardin d'enfants, fondées sur le jeu, demeurent à l'honneur dans l'éducation préscolaire, où l'on utilise encore aujourd'hui ses matériels de jeu, en particulier les « boîtes de construction » (« dons » 3 à 6). La manipulation constructive de ces matériels simples permet la concentration sur l'objet et l'acquisition d'une expérience diversifiée des propriétés des choses, par des activités en commun de construction et de création de formes qui favorisent également l'apprentissage social et répondent ainsi à l'exigence d'« unification » de la vie formulée par Fröbel.
En Belgique on parle toujours d'institutrice froebelienne pour la maternelle.

## Œuvres
- F. Fröbel, Die Menschenerziehung. Keilhau-Leipzig. Wienbrack, 1826
- L. Geppert, Friedrich Fröbels Wirken für den Kanton Bern. Berne Munich, Francke, 1976
- B. Gumlich, Friedrich Fröbel. Brief an die Frauen in Keilhau. Weimar. Böhlhaus Nachfolger, 1936
- E./Wächter, R. Hoffmann, Friedrich Fröbel. Ausgewählte Schriften. Briefe und Dokumente über Keilhau. Stuttgart. Klett-Cotta, 1986
- W. Lange, Friedrich Fröbels gesammelte pädagogische Schriften. Erste Abteilung: Friedrich Fröbel in seiner Erziehung als Mensch und Pädagoge. Bd.1: Aus Fröbels Leben une erstem Streben. Autobiographie und kleinere Schriften. Berlin. Enslin, 1862
- W. Lange, Friedrich Fröbels gesammelte pädagogische Schriften. Erste Abteilung: Friedrich Fröbel in seiner Erziehung als Mensch und Pädagoge. Bd.2: Ideen Friedrich Fröbels über die Menschenerziehung und Aufsätze verschiedenen Inhalts. Berlin. Enslin, 1863
- W. Lange, Friedrich Fröbel. Mutter- und Koselieder. Berlin. Enslin, 1866
- H. Zimmermann, Fröbels kleinere Schriften zur Pädagogik. Leipzig. Koehler, 1914

## Essais et biographies
- F. Halfter, Friedrich Fröbel. Der Werdegang eines Menschheiterziehers, Halle/S. Niemeyer, 1931
- H. Heiland (de), Fröbel und die Nachwelt. Studien zur Wirkungsgeschichte Friedrich Fröbels, Bad Heilbrunn. Klinkhardt, 1982
- H. Heiland, Die Pädagogik Friedrich Fröbels, Hildesheim. Olms, 1989
- H. Heiland, Fröbelbewegung und Fröbelforschung, Hildesheim. Olms, 1992
- H. Heiland, Die Schulpädagogik Friedrich Fröbels, Hildesheim. Olms, 1993
- M.A. Kuntze, Friedrich Fröbel. Sein Weg und sein Werk, 2e éd. Heidelberg. Quelle u. Meyer, 1952

## Ressource
Le texte est tiré de Perspectives : revue trimestrielle d'éducation comparée (Paris, UNESCO : Bureau international d'éducation), vol. XXIII, n° 3-4, septembre-décembre 1993, p. 481-499.
[PDF] ©UNESCO : Bureau international d'éducation, 2000